# 御幸ホールディングス
御幸ホールディングス（みゆきホールディングス）は、愛知県名古屋市にある服地メーカーの御幸毛織株式会社が、2003年4月1日より2013年3月31日まで持株会社だった時の旧社名である。

## 概要
1905年、祖父江利一郎が、名古屋市内で織り布と染物の工場を開業（会社では創業年としている）。1910年に、「合資会社御幸毛織工場」を設立。1918年に、株式会社に移行して、「御幸毛織株式会社」となる（会社では設立年としている）。
2003年4月1日、商号（社名）を「御幸ホールディングス株式会社」に改め、その傘下として、会社分割により新たに設立した（新）御幸毛織株式会社と、そのアパレル事業の関連会社・ミユキ販売株式会社、株式会社ラン・クロージング（現ミユキソーイング株式会社）、並びに下着を製造するアングル・ミユキ株式会社（2012年にグループ離脱。同年7月2日よりアングル株式会社。）と、それらアパレル事業の販売部門を請け負う株式会社ミユキライフ、電子機器の製造販売を行うミユキエレックス株式会社（ 旧会社名　ボン電気㈱ ）、人材派遣（アウトソーシング）と不動産事業を展開する中京産業株式会社（後に御幸毛織へ合併）を置いていた。
2009年9月1日に、繊維事業などで共同開発などの連携を強めるため、東洋紡との間で株式交換を行い、完全子会社となる。そのため、2009年8月26日付で上場廃止。
2013年4月1日、持ち株会社制をやめ、御幸毛織株式会社を吸収合併し、社名を「御幸毛織株式会社」に変更した。また同日、子会社の株式会社ラン・クロージングもミユキソーイング株式会社へ社名変更した。